# بوشنل (داکوتای جنوبی)
بوشنل(به انگلیسی: Bushnell) شهری در ایالت داکوتای جنوبی کشور ایالات متحده آمریکا است که جمعیت آن در سرشماری سال ۲۰۱۰ میلادی، ۶۵ نفر بوده‌است.